# Mistrovství světa v judu 1979 – seznam účastníků
Seznam účastníků na X. mistrovství světa v judu v roce 1979.

## Východní pobřeží Asie
| země      | superlehká váha   | pololehká váha | lehká váha    | polostřední váha | střední váha   | polotěžká váha   | těžká váha        | bez rozdílu vah |
| --------- | ----------------- | -------------- | ------------- | ---------------- | -------------- | ---------------- | ----------------- | --------------- |
| Japonsko  | Jasuhiko Moriwaki | Kjosuke Sahara | Kijoto Kacuki | Šózó Fudžii      | Masao Takahaši | Hiroaki Išikawa  | Jasuhiro Jamašita | Sumio Endó      |
| Korea     | Kwak U-čong       | Jun Ik-sun     | I Sang-sik    | Pak Jong-čchol   | Kim Won-kil    | Kim Kwan-hjon    | Čo Če-ki          | Čo Če-ki        |
| Indonésie | <nečitelné>       | -              | Ronosulisto   | Hadidjaja        | -              | Haryanto Chandra | Gowok             | Gowok           |
| Hong Kong | Wong              | -              | Tan Chin Kee  | -                | -              | -                | -                 | -               |

## Západní Evropa
| země        | superlehká váha | pololehká váha  | lehká váha       | polostřední váha     | střední váha   | polotěžká váha      | těžká váha     | bez rozdílu vah     |
| ----------- | --------------- | --------------- | ---------------- | -------------------- | -------------- | ------------------- | -------------- | ------------------- |
| Francie     | Thierry Rey     | Yves Delvingt   | Christian Dyot   | Bernard Tchoullouyan | Michel Sanchis | Roger Vachon        | Jean-Luc Rougé | Jean-Luc Rougé      |
| Británie    | John Holliday   | Raymond Neenan  | Neil Adams       | Chris Bowles         | Peter Donnelly | Paul Radburn        | Arthur Mapp    | Arthur Mapp         |
| Nizozemsko  | -               | Hans Hoogendijk | -                | Rik Bakker           | -              | Henk Numan          | Peter Adelaar  | Henny Pleizier      |
| Irsko       | -               | Patrick Mahon   | Alonzo Henderson | Dave McManus         | Terry Watt     | -                   | -              | Terry Watt          |
| Lucembursko | -               | -               | -                | Erny Schumacher      | Nico Scheffen  | -                   | -              | -                   |
| Belgie      | -               | -               | -                | -                    | -              | Robert Van de Walle | -              | Robert Van de Walle |

## Střední Evropa
| země      | superlehká váha | pololehká váha | lehká váha         | polostřední váha  | střední váha       | polotěžká váha      | těžká váha                | bez rozdílu vah |
| --------- | --------------- | -------------- | ------------------ | ----------------- | ------------------ | ------------------- | ------------------------- | --------------- |
| Německo   | Helmut Gröbelin | James Rohleder | Engelbert Dörbandt | Adalbert Missalla | Wolfgang Frank     | Günther Neureuther  | Alexander von der Groeben | Arthur Schnabel |
| Švýcarsko | -               | Piero Amstutz  | Erich Lehmann      | Thomas Hagmann    | Jürg Röthlisberger | -                   | Jean Zinniker             | Clemens Jehle   |
| Rakousko  | Josef Reiter    | -              | Johann Leo         | Jerzy Jatowtt     | -                  | Robert Köstenberger | -                         | -               |

## Východní blok
| země      | superlehká váha | pololehká váha     | lehká váha         | polostřední váha | střední váha       | polotěžká váha       | těžká váha        | bez rozdílu vah    |
| --------- | --------------- | ------------------ | ------------------ | ---------------- | ------------------ | -------------------- | ----------------- | ------------------ |
| SSSR      | Aramby Emiž     | Nikolaj Soloduchin | Tamaz Namgalauri   | Šota Chabareli   | Alexandr Jackevič  | Tengiz Chubuluri     | Alexej Ťurin      | Vitalij Kuzněcov   |
| Polsko    | Edmund Schulz   | Janusz Pawłowski   | Marian Tałaj       | Adam Adamczyk    | Zbigniew Bielawski | Wojciech Dworczynski | Wojciech Reszko   | Dariusz Nowakowski |
| Maďarsko  | Ferenc Kollár   | Csaba Radnai       | Károly Molnár      | László Hangyási  | Endre Kiss         | István Szepesi       | Imre Varga        | András Ozsvár      |
| Rumunsko  | Arpad Szabo     | Constantin Niculae | Nicolae Vlad       | Mircea Frăţică   | Mihalache Toma     | -                    | Mihai Cioc        | Mihai Cioc         |
| NDR       | Reinhard Arndt  | Torsten Reißmann   | Günter Krüger      | Harald Heinke    | Detlef Ultsch      | Dietmar Lorenz       | -                 | -                  |
| Bulharsko | Ivajlo Škutov   | -                  | -                  | Georgi Petrov    | -                  | Delčo Kolev          | Dimitar Zaprjanov | Cančo Atanasov     |
| ČSSR      | -               | Jaroslav Kříž      | -                  | Vladimír Bárta   | -                  | Jaroslav Nikodým     | -                 | Jaroslav Nikodým   |
| Kuba      | -               | -                  | Guillermo D'Nelson | -                | Isaac Azcuy        | Venancio Gómez       | -                 | Isaac Azcuy        |

Judisté z Mongolské lidové republiky nedostali víza.

## Jižní Evropa
| země        | superlehká váha     | pololehká váha | lehká váha       | polostřední váha | střední váha          | polotěžká váha  | těžká váha        | bez rozdílu vah   |
| ----------- | ------------------- | -------------- | ---------------- | ---------------- | --------------------- | --------------- | ----------------- | ----------------- |
| Itálie      | Felice Mariani      | Sandro Rosati  | Ezio Gamba       | <nečitelné>      | Mario Vecchi          | Mario Daminelli | Marino Beccacece  | Marino Beccacece  |
| Španělsko   | Manuel Jiménez      | Eduardo Cruz   | Fernando Murillo | Ignacio Sanz     | José Antonio Cecchini | Gerardo Toro    | Pedro Soler       | -                 |
| Jugoslávie  | Franc Očko          | Davor Vukorepa | Vojislav Vujević | -                | Slavko Obadov         | Rajko Kušić     | Radomir Kovačević | Radomir Kovačević |
| Portugalsko | João Paulo Mendonça | <nečitelné>    | Hugo Assunção    | António Roquete  | -                     | -               | -                 | -                 |
| San Marino  | Alberto Francini    | -              | -                | -                | -                     | -               | -                 | -                 |
| Monako      | -                   | -              | -                | -                | Eric Bessi            | -               | -                 | -                 |

## Severní Amerika
| země              | superlehká váha | pololehká váha  | lehká váha  | polostřední váha | střední váha   | polotěžká váha | těžká váha      | bez rozdílu vah   |
| ----------------- | --------------- | --------------- | ----------- | ---------------- | -------------- | -------------- | --------------- | ----------------- |
| USA               | Ed Liddie       | Jimmy Martin    | Tommy Riggs | Brett Barron     | Tommy Martin   | James Thompson | George Flanagan | Mitch Santa Maria |
| Kanada            | Phil Takahashi  | Brad Farrow     | Alain Cyr   | Tim Hirose       | Louis Jani     | Tom Greenway   | -               | Gary Hirose       |
| Portoriko         | -               | -               | Angelo Ruiz | -                | Héctor Estévez | -              | -               | Héctor Estévez    |
| Mexiko            | Rafael González | Gerardo Padilla | -           | -                | -              | -              | -               | -                 |
| Dominikánská rep. | Matsunaga       | Juan Chalas     | -           | Radamés Lora     | -              | -              | -               | -                 |

## Jižní Amerika
| země      | superlehká váha | pololehká váha | lehká váha     | polostřední váha | střední váha   | polotěžká váha | těžká váha           | bez rozdílu vah      |
| --------- | --------------- | -------------- | -------------- | ---------------- | -------------- | -------------- | -------------------- | -------------------- |
| Brazílie  | Luiz Shinohara  | Luiz Onmura    | Anelson Vieira | Delmo Baptista   | Wálter Carmona | Carlos Pacheco | Osvaldo Simões Filho | Osvaldo Simões Filho |
| Venezuela | Víctor Urbina   | Carlos Ruiz    | Alexis Álvarez | Jouer            | Alexis Mundo   | -              | -                    | -                    |
| Argentina | -               | Omar Abdala    | -              | -                | -              | -              | -                    | -                    |
| Kolumbie  | -               | -              | -              | Arango           | -              | -              | -                    | -                    |

## Blízký východ
| země    | superlehká váha | pololehká váha | lehká váha  | polostřední váha | střední váha | polotěžká váha | těžká váha | bez rozdílu vah |
| ------- | --------------- | -------------- | ----------- | ---------------- | ------------ | -------------- | ---------- | --------------- |
| Írán    | Morteza         | Hosain         | Manucher    | <nečitelné>      | Ramazan      | Heshemet       | Korocu     | Heshemet        |
| Izrael  | Eddy Koaz       | Tenenbaum      | Jona Melnik | <nečitelné>      | -            | -              | -          | -               |
| Turecko | Özdemir         | -              | -           | <nečitelné>      | -            | Kemal Korucu   | -          | -               |

## Arabský svět
| země           | superlehká váha | pololehká váha       | lehká váha         | polostřední váha | střední váha     | polotěžká váha      | těžká váha         | bez rozdílu vah    |
| -------------- | --------------- | -------------------- | ------------------ | ---------------- | ---------------- | ------------------- | ------------------ | ------------------ |
| Kuvajt         | -               | Abdul Latif Rozaihan | Fahad Al-Farhan    | Faríd Izmael     | Ibrahim Muzaffer | Tarik Al-Garíb      | Sajid Farhad       | Ibrahim Muzaffer   |
| Egypt          | Ali Mohamed     | <nečitelné>          | Nasif Melika       | -                | -                | -                   | Mohamed Alí Rašwan | Mohamed Alí Rašwan |
| Alžírsko       | Ahmed Musa      | Messoni              | Džilali Ben-Brahim | Birkan Ada       | -                | -                   | -                  | -                  |
| Maroko         | -               | -                    | -                  | -                | Mohamed Zwag     | El-Arabi El-Džamali | Mohamed Bel-Atar   | Mohamed Bel-Atar   |
| Saúdská Arábie | Salih Takruny   | Al-Harb              | <nečitelné>        | -                | -                | -                   | -                  | Al-Sayar           |

## Severní Evropa
| země    | superlehká váha | pololehká váha   | lehká váha    | polostřední váha     | střední váha    | polotěžká váha     | těžká váha | bez rozdílu vah |
| ------- | --------------- | ---------------- | ------------- | -------------------- | --------------- | ------------------ | ---------- | --------------- |
| Finsko  | Reino Fagerlund | Seppo Hiltunen   | -             | Jarmo Erikäinen      | Pekka Korpiola  | Jaakko Saari       | -          | Jaakko Saari    |
| Švédsko | -               | Wolfgang Biedron | Ronny Nilsson | Michel Grant         | Bertil Ström    | -                  | Ulf Ekberg | Ulf Ekberg      |
| Dánsko  | -               | Rune Johansen    | -             | Kim Jacobsen         | Alex Tolstoy    | -                  | -          | -               |
| Island  | -               | -                | -             | Halldór Guðbjörnsson | Magnús Hauksson | Bjarni Friðriksson | -          | -               |
| Norsko  | Eivind Brauer   | Petter Lind      | -             | Kai Otto Nielsen     | -               | -                  | -          | -               |

## Oceánie
| země        | superlehká váha | pololehká váha | lehká váha  | polostřední váha | střední váha | polotěžká váha | těžká váha | bez rozdílu vah |
| ----------- | --------------- | -------------- | ----------- | ---------------- | ------------ | -------------- | ---------- | --------------- |
| Austrálie   | Trevor Bilney   | Michael Young  | Mike Picken | Alan Broadhead   | Mark Carew   | Barry Johnson  | -          | Mark Carew      |
| Nový Zéland | Mike Scott      | -              | -           | -                | -            | Dave Browne    | -          | -               |

## Západní Afrika
| země              | superlehká váha | pololehká váha | lehká váha    | polostřední váha | střední váha  | polotěžká váha  | těžká váha     | bez rozdílu vah |
| ----------------- | --------------- | -------------- | ------------- | ---------------- | ------------- | --------------- | -------------- | --------------- |
| Senegal           | -               | Djibril Sambou | Jacques Bayle | Karim Badiane    | Assane N'Doye | Alassane Thioub | Abdoulaye Kote | Abdoulaye Kote  |
| Nigérie           | Ganniyu         | Bassey         | -             | Borha            | Dessuza       | Iriah Eferebo   | -              | -               |
| Pobřeží slonoviny | Gole            | -              | -             | Ouattara         | Gaston Oula   | -               | -              | -               |